# Джульєтта Доду
Жульєтта Доду (Сен-Дені де ла-Реюньйон, 15 червня 1848 — 28 жовтня 1909) — легендарна героїня франко-прусської війни 1870 року та перша жінка, нагороджена орденом Почесного легіону. Однак її дії під час війни викликали багато сумнівів, і її історія залишається суперечливою.

## Раннє життя
Жульєтта Доду народилася на Реюньйоні, донька Альфонса Доду, військово-морського хірурга родом з Ендрі, і Дезеффр де Пеллегрен, креолки. Її батько помер від жовтої гарячки, коли їй було два роки. У 1864 році, у віці шістнадцяти років, вона покинула острів разом зі своєю матір'ю, яка знайшла роботу у Франції як директорка телеграфної контори Пітів'є (Луаре).

## Франко-прусська війна та відома історія прослуховування
Жульєтта стала відомою під час франко-прусської війни 1870 року. Пруссаки зайняли Пітів'єр 20 вересня 1870 року. Телеграф було захоплено, а сім'ю Доду перемістили на другий поверх будинку. У молодої двадцятидворічної жінки тоді виникла ідея під'єднатися до дроту, що проходив повз її кімнату. Таким чином, маючи приймальний апарат, вона могла перехоплювати передачі кожного разу, коли окупанти отримували чи надсилали депеші.
Протягом 17 днів молода жінка могла доставляти депеші французькій владі без найменшої підозри з боку спокушених чарівністю молодої француженки пруссаків. Стверджувалося, що за допомогою одного зі своїх перехоплених повідомлень вона врятувала життя 40 000 солдатів генерала Аурелла де Паладінеса. Проте прослуховування було виявлено, коли німецький солдат випадково почув, як економка звинуватила Джульєтт Доду в прослуховуванні телеграфних проводів. Пруссаки затримали Жюльєтту Доду і у військовому суді засудили її за шпигунство. Відомо, що вона сказала своїм суддям: Je suis Française et ma mère aussi, j'ai agi pour mon pays. Messieurs, faites de moi ce que vous voudrez («Я француженка, як і моя мати. Я діяла для своєї країни. Месьє, робіть зі мною, що хочете!»). Її засудили до страти. Але перед її стратою було підписане перемир'я, і Джульєтта Доду була помилувана принцом Фрідріхом Карлом Прусським і звільнена.
Проте указом № 1942 від 8 грудня 1870 року їй, як і 20 іншим службовцям і агентам телеграфної служби, було надано лише почесну відзнаку, оскільки поштові службовці використовувалися для допомоги армії для роботи на телеграфі.

## Створення легенди в пресі
У 1873 році Жюльєтта Доду була відповідальною за телеграфну контору Ангієн-ле-Бен, де вона познайомилася з Іполитом де Вільмесаном, покровителем Le Figaro. 26 травня 1877 року в цьому журналі з'явилася перша відома версія „легенди про Доду“.
Жюльєтта Доду, яка тепер вважається символом французького опору, була першою жінкою, яка отримала Військову медаль і Хрест Почесного легіону. Патріс де Мак-Махон, маршал Франції та президент Третьої республіки, 30 липня 1878 року підписав указ, де йдеться про те, що „за перехоплення депеш з ризиком для свого життя в 1870 році вона була засуджена до страти ворогом і бул порятована припинення бойових дій“.

## Подальше життя
Близько 1875 року Жюльєтта почала стосунки з бароном Феліксом Іполитом Ларрі, начальником санітарної служби армії та сином знаменитого хірурга Ларрі, і успадкувала його статок (включаючи його невеликий замок у Б'єврі, Ессон). У 1880 році вона стала інспекторкою шкіл і притулків і оселилася в Швейцарії. Під псевдонімом Ліпп вона опублікувала в 1891 році твір, присвячений Жорж Санд, l'Eternel Roman.
Жюльєтта померла в 1909 році в Кларенсі, Швейцарія, у будинку свого зятя, художника Оділона Редона.

## Суперечка навколо легенди
Courrier du Loiret (газета Pithiviers) в 1984 році присвятила серію статей Жульєтт Доду (примірник можна знайти в бібліотеці Bièvres). За словами її автора, „Елізабет де Мак-Магон, дружина Патріса де Мак-Магона, маршала Франції та президента Третьої Республіки, була серйозною феміністкою. Не виключено, що текст номінації Джульєтти Доду на орден Почесного легіону був створений завдяки її втручанню“.
Цю тезу знову підтримав французький письменник Гі Бретон у своїй публікації Les Beaux mensonges de l'histoire («Прекрасні фальшиві історії»). Бретон стверджує, що вся історія Жюльєтти Доду насправді була не чим іншим, як байкою, вигаданою журналістом Figaro, який підписався Жаном де Парі у статті від 26 травня 1877 року, діючи від імені пана де Вільмессана, його директора. Насправді про мадам Доду вперше почули лише через сім років після цього. Гі Бретон посилається на генерала Аурелла де Паладінеса, головнокомандувача армією Луари, який ніде не згадує про героїчне порятунок своєї армії. Підполковник Руссе, автор Histoire de la guerre Franco Allemande 1870—1871 (Історія франко-прусської війни 1870—1871 рр.), ніколи не згадує про це, хоча він кишить жвавими деталями аж до включно глибини снігу та стану неба. Такого факту не було і в доповіді М. Стінакенса, директора пошт і телеграми того періоду, який описав усі акти опору своїх співробітників під час тієї війни.

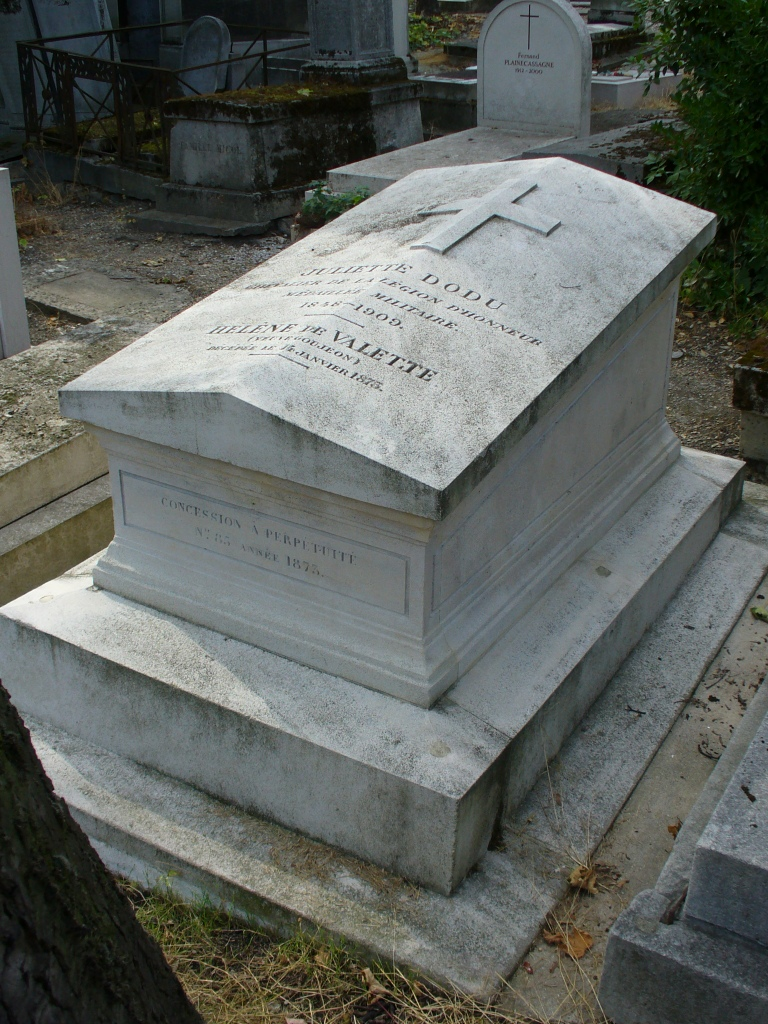
Томб де Жульєтта Доду

Гай Бретон також викладає невідповідності цієї насиченої подіями розповіді; серед іншого, що за три тижні до пов'язаних з цим вчинків пруссаки вже залишили Пітів'є, а також неможливість зібрати за допомогою звуку шифроване повідомлення німецькою мовою та згодом безпомилково передати повторну передачу Морзе. Це передбачає велике знання не лише мови, а й прусських військових кодексів. Крім того, ніхто в Пітів'єрі не володів прусськими кодами.
Немає й сліду ні про засудження до смерті Жюльєтт Доду, ні про її помилування. Що, на думку Бретона, призводить до питання про можливу містифікацію пана де Вільмессана, який отримав орден Почесного легіону за фальшиву героїню в період, коли відразу після Паризької Комуни 1871 року Франція, яка щойно втратила Ельзас-Лотарингію і була зганьблена за часів Паризької комуни, мала потребу в позитивних героях.

## Вшанування

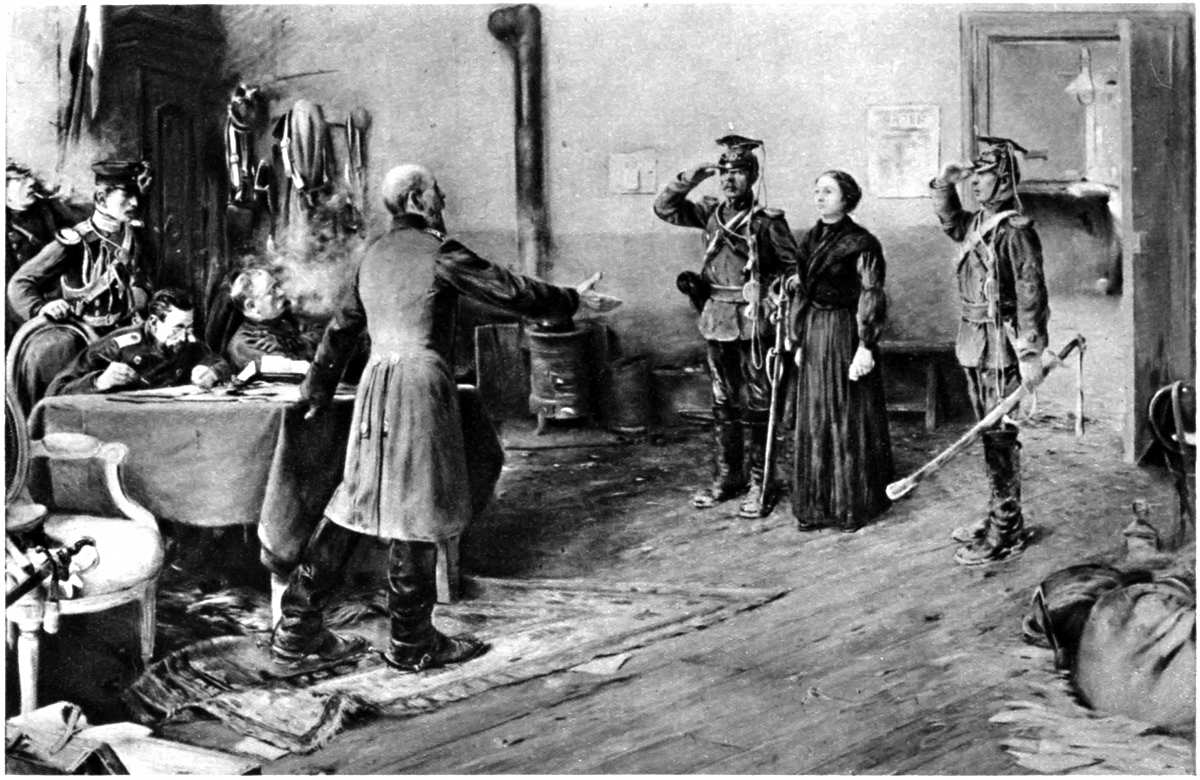
Жульєтта Доду в 1870 році. Ернест Жан Делає.

- Її ім'я носить вулиця в Парижі, Гаврі, Монтреї та Сен-Дені- де -ла-Реюньйоні, де також є державна середня школа, названа на її честь. У Б'єврі, місті, де вона жила, її зображують статуєю.
- Гробницю Жульєтти Доду можна знайти на цвинтарі Пер-Лашез, 28-й відділ.
- Поштова марка номіналом 0,56 євро, випущена в 2009 році до сотої річниці її смерті.